# District de Valognes

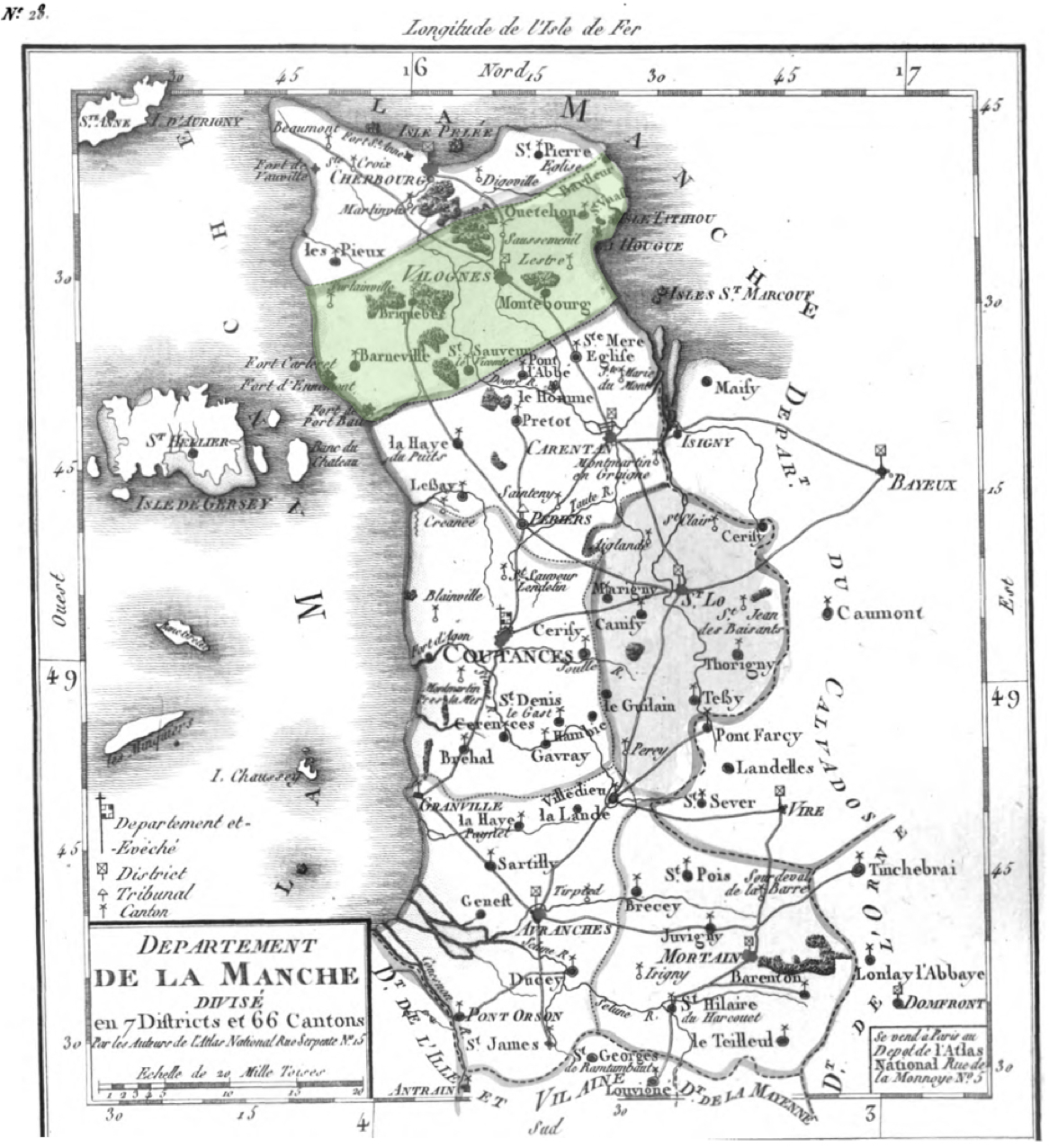
Localisation du district de Valognes sur une carte de la Manche.

Le district de Valognes est une ancienne division territoriale française du département de la Manche de 1790 à 1795.

## Historique
Ce district, créé en application des décrets relatifs à la division du royaume des 15 janvier et 16 février 1790, comportait 9 cantons (graphie de 1791)  :
Supprimé en 1795, le district de Valognes fit place au plus vaste arrondissement de Valognes créé le 17 février 1800.

## Composition
Il était composé de 9 cantons :
- Barneville[2]
- Briquebec[3]
- Lestre
- Montebourg[4]
- Quetehou[5]
- Saint-Sauveur-le-Vicomte ou Saint Sauveur sur Douve[6]
- Sausseménil ou Saux Mesnil[7]
- Surtainville[8]
- Valognes[9]